# Strange Lines
Albums de Chokebore
Black Black
(1998) It's a Miracle
(2002)
Strange Lines est le troisième extended play de Chokebore. Il a été enregistré au Botboy Studio et masterisé par John Golden dans son propre studio. À la différence des deux autres extended plays de Chokebore, Days of Nothing et It Could Ruin Your Day sortis pour la promo de l'album A Taste for Bitters après cet album, Strange Lines annonce la sortie de It's a Miracle avec des pré-versions de chansons que l'on retrouvera sur cet album. Cet extended play a été commercialisé au format CD, mais aussi en vinyle avec, pour ce format-là, un tirage limité à 1.000 copies.

## Titres
1. Sections (2:26)
2. Be Forcful (3:36)
3. The Rest of your Evening (Los Angeles) (18:46)

## Commentaires
Il s'agit du seul enregistrement de Chokebore sur le label Redwood Records. Toutes les sorties précédentes avaient été faites sur le label Amphetamine Reptile Records (sauf Black Black chez Boomba Rec), et les suivantes le seront sur le label Pale Blue.
Le premier titre Sections est en fait une pré-version de She Flew Alone, chanson que l'on peut trouver sur l'album qui sortira un an après, It's a Miracle.
La deuxième chanson Be Forcful (il ne s'agit pas d'une erreur, le titre est bien crédité sous cette orthographe) est elle aussi une pré-version d'un titre de It's a Miracle à savoir Be Forceful (avec un e cette fois-ci).
La dernière chanson The Rest of your Evening (Los Angeles) renvoie quant à elle aux deux chansons de Chokebore s'appelant aussi The Rest of your Evening (sur l'album A Taste for Bitters où il s'agissait de la récitation par une femme des paroles de l'album traduites en suédois et sur l'album Black Black). Ces trois chansons se démarquent aussi par leur durée particulière.
À noter que le graphisme de la pochette est l'œuvre de Jonathan Kroll, guitariste du groupe.